# اس‌ام یو-۱۱ (اتریش-مجارستان)
اس‌ام یو-۱۱ (اتریش-مجارستان) (به انگلیسی: SM U-11 (Austria-Hungary)) یک زیردریایی بود که طول آن ۹۱ فوت ۶ اینچ (۲۷٫۸۹ متر) بود. این زیردریایی در سال ۱۹۱۵ ساخته شد.